# 兹奈姆停战协议
「兹奈姆停战协议」是卡尔大公和拿破仑在兹奈姆战役后于1809年7月12日达成的停火协议，事实上结束了第五次反法同盟战争中奥地利和法国之间的敌对行动。
在瓦格拉姆之战失败后，卡尔大公向北撤退到波希米亚，希望能重新集结饱受摧残的部队。法军也在战斗中遭受重创，所以没有立即追击。但在两天后，拿破仑命令他的部队北上，打算一劳永逸地击败奥地利人。1809年7月10日，法军最终在兹奈姆（现捷克共和国兹诺伊莫）追上了奥地利军队。意识到无法与法军对抗，奥地利军队提议停火，且卡尔大公也开始与拿破仑进行和平谈判。然而，奥古斯特·德·马尔蒙元帅拒绝遵守停火协议，并将他麾下约有10,000名士兵的第十一军团投入战斗。由于马尔蒙的部队寡不敌众，安德烈·马塞纳别无选择，只能率军支援。到7月11日，马塞纳的军团与马尔蒙会合，但奥地利军队也加强了他们在兹奈姆周围的阵地。经过两天徒劳的战斗，双方都没有取得任何优势，拿破仑此时终于带着停战的消息赶到，命令马尔蒙结束战斗。
尽管兹奈姆战役是奥地利和法国在战争中的最后一次军事行动，但第五次反法同盟直到1809年10月14日签署申布伦条约后才正式结束。

## 序幕
为期两天的兹奈姆战役的直接原因是奥地利总司令卡尔大公决定在维也纳以北约80公里的兹奈姆镇附近进行一次后卫行动，以便给他的军队时间将其辎重安全地撤回摩拉维亚。马尔蒙的两个法国和巴伐利亚联合军团是拿破仑的先锋部队，沿着塔亚河抵达战场。马尔蒙相信他面对的只是一支后卫部队，命令他的巴伐利亚军队占领兹奈姆以南的泰斯维茨村，而他的其余部队则袭击了祖克汉德尔村。

## 战斗
巴伐利亚军队成功攻占了泰斯维茨，但随后被奥地利援军驱离。马尔蒙重新组织了巴伐利亚军队的进攻，泰斯维茨被重新夺回，但很快就再次丢失。村庄在白天多次易手，该地成为巴伐利亚军队在整个战役中遭遇最激烈的战斗。马尔蒙曾希望将他的骑兵转移至奥地利后卫部队后方，但在到达泰斯维茨上方的高地时，法军面对大批奥地利胸甲骑兵，只能被迫撤退。
马尔蒙此时面对着40,000名奥地利士兵，奥军人数占优。尽管如此，法军还是设法在一夜之间控制了泰斯维茨和祖克汉德尔。卡尔大公随后将他的部队撤回到一个坚固的防御阵地，该阵地位于塔亚河和兹奈姆河的北岸。拿破仑本人于上午10时抵达泰斯维茨，尽管他带来了骑兵和火炮增援，但还是认为法军部队实力不足，无法发动全面进攻。因此，拿破仑的计划是利用马塞纳的军团全天压制奥地利军队，并等待路易-尼古拉·达武元帅和尼古拉·乌迪诺元帅的军团，两个军团预计能够在12日早些时候到达。上午，马塞纳向奥地利阵地的最右端发动了进攻，并迅速占领了兹奈姆以南横跨塔亚河的主桥。法军的部队占领了两个小村庄，然后直接向兹奈姆推进。与此同时，卡尔用两个掷弹兵旅巩固了奥军的阵地，这两个旅在雷雨中前进，最初能够成功将法军击退。
大约晚上7时左右，法军骑兵稳定了事态，当时法国和奥地利军队的参谋分别向己方部队宣布停火，双方在12日签署停战协议。兹奈姆是第五次反法同盟的最后一次军事行动。10月14日，法奥双方在美泉宫签署了和平条约。

## 引注
1. 1 2 3 4  Baker 2006，第1112頁.
2. ↑  Baker 2006，第1111-1112頁.